# Photorefraktive Keratektomie
Unter dem Begriff photorefraktive Keratektomie (PRK) versteht man ein Keratomie-Verfahren der refraktiven Chirurgie, also einer Augenoperation, die eine Brille oder Kontaktlinse zur Korrektur von Fehlsichtigkeiten (Ametropie) ersetzen soll.

## Grundlagen

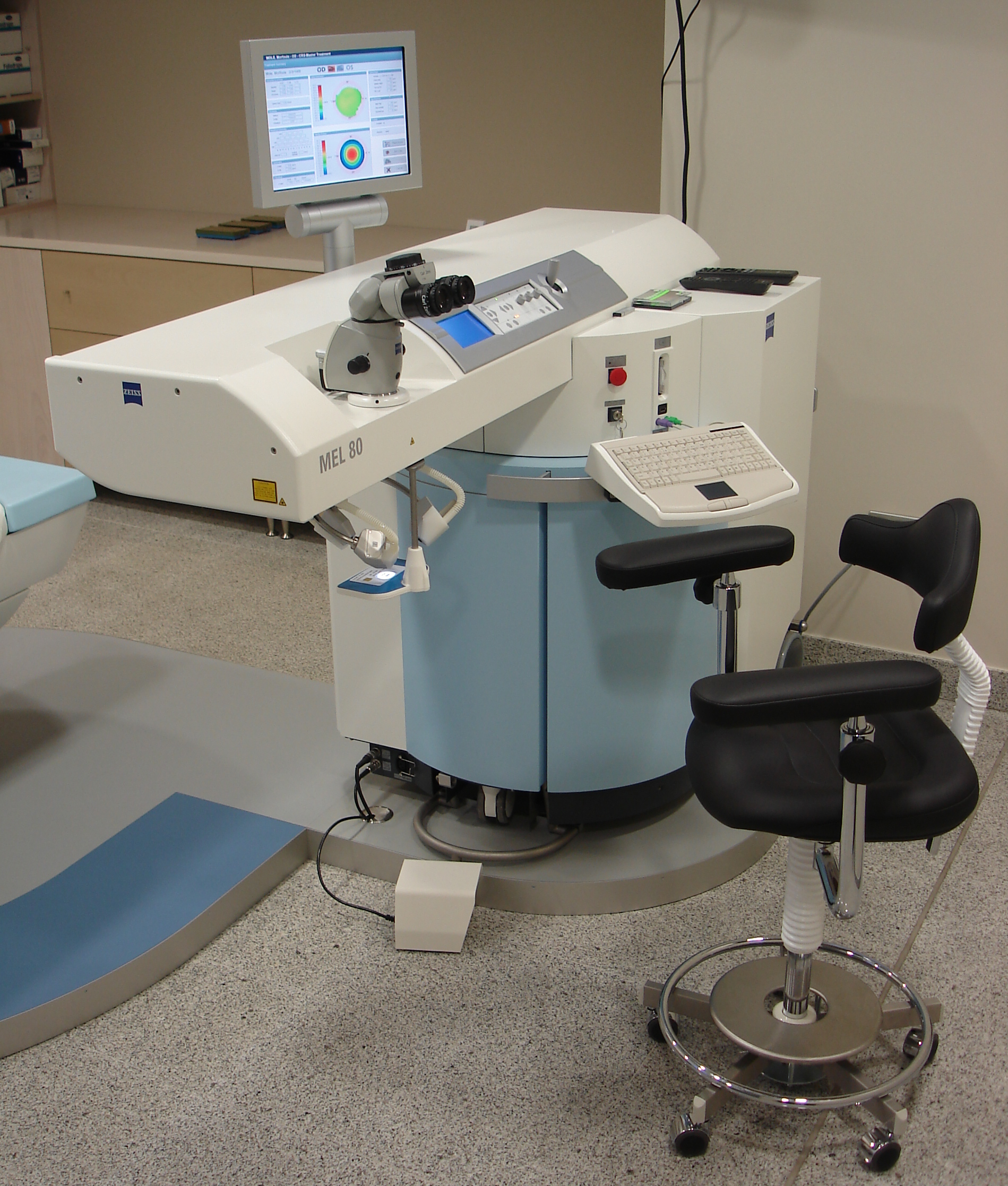
Excimerlaser für photorefraktive Keratektomie

Bei diesem seit 1987 angewandten Laserverfahren wird durch Gewebeabtragung der Hornhautoberfläche eine Änderung der Hornhautkrümmung erreicht. Leicht abgewandelte Techniken der PRK werden als LASEK (Laser-epitheliale Keratomileusis), Epi-LASIK (epitheliale Laser-in-situ-Keratomileusis) und Trans-PRK (transepitheliale photorefraktive Keratektomie) bezeichnet.
Das Ziel der photorefraktiven Keratektomie liegt in der Korrektur von optischen Fehlsichtigkeiten. Im optimalen Fall ist die verbleibende Refraktion kleiner als ±0,5 Dioptrien, und der Patient soll in der Regel ohne Sehhilfen (Brille, Kontaktlinse) eine akzeptable Sehschärfe erlangen können. Der unkorrigierte Visus, d. h., die Sehschärfe ohne korrigierende Hilfsmittel, verbessert sich in Abhängigkeit von der Ausgangssituation oft sehr deutlich und kann idealerweise einen Wert von 1,0 oder auch mehr erreichen. Der bestkorrigierte Visus als Sehschärfe mit optimaler Brillenkorrektur hingegen bleibt (je nach Behandlungsmethode) meist unverändert oder ändert sich nur geringfügig. Alle oberflächlichen Excimer-Laser basierten Behandlungen können je nach Ausstattung des eingesetzten Lasers auch mit Wellenfont-optimierten Laserprofilen ausgeführt werden, um optische Abweichungen (Aberrationen) höherer Ordnung zu beseitigen oder zu bessern. Diese Aberrationen höherer Ordnung lassen sich in der Regel nicht durch Brillenkorrektur beseitigen und entstehen meist nach irregulären Hornhautverletzungen, bedingt durch genetisch determinierte Hornhauterkrankungen oder vorausgegangene wenig erfolgreiche refraktive Augenlaser-Operationen.

### Pionierpatientin Alberta H. Cassady
Die erste PRK am Menschen wurde nach Genehmigung durch die FDA (Federal Drug Administration, USA) von Marguerite McDonald an der Louisiana State University / New Orleans am 25. März 1988 am sehenden Auge einer Patientin durchgeführt. Dieses Auge musste wegen eines malignen Melanom entfernt werden, obwohl es mit einer Brillenkorrektur von −4,5 dpt 100 % Sehschärfe erreichte. Ein Team von Rehabilitations-Ingenieuren, theoretischen Optikern und Ärzten, bestehend aus Marguerite McDonald, Stephen I. Trokel, Charles R. Munnerly und Stephen Klyce hat in Tierexperimenten jahrelang an diesem Projekt gearbeitet und die theoretischen und praktischen Grundlagen für dieses erste Experiment am lebenden Menschen gelegt. Die Refraktive Chirurgie und Millionen von glücklichen Patienten weltweit verdanken dem Mut und der Tapferkeit der Pionierpatientin Alberta H. Cassady den überzeugenden ersten Beweis, dass die PRK zwar schmerzhaft ist, aber in der Praxis umsetzbar und beste Sehqualität erzeugend. Die Daten aus diesem gelungene Experiment am lebenden Auge, welches nach 11 Tagen wegen des im Auge sitzenden bösartigen Tumors entfernt werden und ohnehin histologisch untersucht werden musste, half die FDA zu überzeugen, die PRK zur klinischen Anwendung am Menschen zuzulassen.

## Methoden
Bei den Laserverfahren PRK (photorefraktive Keratektomie), LASEK (Laser-epitheliale Keratomileusis), Epi-LASIK (epitheliale Laser-in-situ-Keratomileusis) und Trans-PRK (transepitheliale photorefraktive Keratektomie) findet eine Gewebeabtragung der Hornhautoberfläche statt. Sie werden deshalb auch als Oberflächenablation (engl. surface ablation) bezeichnet. Die PRK ist das älteste Laserverfahren zur Behandlung von Fehlsichtigkeiten und wird seit 1987 angewandt.
Eine im Jahr 2010 veröffentlichte Studie vergleicht die Ergebnisse von PRK und LASEK anhand von jeweils etwa 500 behandelten Augen. Danach gab es bei allen relevanten Behandlungsergebnissen keinen statistisch signifikanten Unterschied zwischen den Verfahren. Lediglich die Häufigkeit einer vorübergehenden Hornhauttrübung (Haze) in den ersten 3 Monaten nach der Operation war in der LASEK-Gruppe etwas geringer.

### PRK
Obwohl der Begriff photorefraktive Keratektomie ursprünglich für refraktive Laserbehandlungen allgemein gedacht war (photorefraktiv (von griechisch φῶς phō̂s, φωτός photós, „Licht (der Himmelskörper)“, „Helligkeit“ und lateinisch re „zurück“, frangere „brechen“); Keratektomie (von griechisch κέρας kéras „Horn“ und ἐκτομή ektomḗ „Herausschneiden“)), wird er heute nur noch für eine spezielle Methode benutzt.
Bei der PRK wird die Epithelschicht auf der Hornhaut mit einem einfachen Instrument (dem sogenannten Hockey-Messer) entfernt und nicht wieder verwendet. Der Laserabtrag findet, wie bei allen hier beschriebenen Verfahren, auf der Hornhautoberfläche statt.

### LASEK
Das Epithel wird vor dem Laserabtrag mit einer Alkohollösung angelöst und dann mit einem einfachen chirurgischen Instrument zur Seite geschoben. Im Gegensatz zur PRK wird das Epithel nach der Laserbehandlung wiederverwendet und über das behandelte Hornhautareal zurück geschoben.

### Epi-LASIK
Auch bei der Epi-LASIK wird das Epithel wiederverwendet. Allerdings erfolgt der Epithelabtrag mit einem speziellen Gerät, das als Epi-Keratom bezeichnet wird. Dieses Instrument ist dem Mikrokeratom sehr ähnlich, verwendet anstatt einer scharfen Metallklinge aber eine stumpfe „Kunststoff-Klinge“. Diese „Klinge“ hebt das Epithel im gewünschten Behandlungsbereich kreisförmig ab, ohne dabei die Hornhaut zu schädigen. Der so entstandene Epithel-Lappen wird dann einfach zur Seite geklappt, und die Behandlung kann auf der Hornhautoberfläche erfolgen. Nach der Behandlung wird dieser Lappen wieder zurückgeklappt.

### Trans-PRK
Das Epithel wird mit dem Excimerlaser abgetragen, entweder zusammen mit dem refraktiven Abtrag in einem Schritt oder getrennt in zwei Schritten. Der Eingriff dauert für beide Augen ca. 15 Minuten. Zuerst werden die Augen mit Augentropfen betäubt. Anschließend wird ein Lidöffner eingesetzt und der Bereich um das Auge mit einem sterilen Tuch abgedeckt. Während der Laserung werden minimale Augenbewegungen mit einem Eye-Tracking-System ausgeglichen. Zum Schluss wird eine Schutzkontaktlinse eingesetzt, die nach 3–4 Tagen wieder entfernt wird.

### LASIK
Zum Vergleich: Bei der Laser-in-situ-Keratomileusis (LASIK) wird zunächst mit einem Mikrokeratom (Hornhauthobel) oder einem Femtosekundenlaser (sog. Femto-LASIK) eine dünne Lamelle (Durchmesser etwa 8 bis 9,5 mm und Dicke zwischen 100 und 160 µm) in die Hornhaut geschnitten. Diese Lamelle (flap) wird nicht komplett abgetrennt, sondern behält eine Verbindung zur restlichen Hornhaut, die als „Scharnier“ dient. Nach dem Schnitt wird dann der Flap geöffnet. Die Excimerlaserbehandlung selbst ist kaum wahrnehmbar, da das Licht des Excimerlasers mit seiner Wellenlänge von 193 nm unsichtbar ist. Man sieht lediglich leichte Formveränderungen auf der behandelten Hornhautfläche.
Im Anschluss an den Laserabtrag wird die behandelte Fläche gespült und der Flap unter weiterem Spülen zurückgeklappt. Das gründliche Spülen ist wichtig, um eventuelle Fremdkörper (Abtragsreste, Epithelzellen) aus dem Bereich zwischen Flap und Hornhaut (dem sogenannten Interface) zu entfernen. Mit einem kleinen Schwämmchen wird die überflüssige Flüssigkeit aus dem Interface gesaugt und der Flap glattgestrichen. Damit ist die Behandlung beendet und der Lidsperrer kann entfernt werden.
Mittlerweile setzt sich der Flapschnitt mit dem Femtosekundenlaser immer mehr durch, da er verschiedene Vorteile gegenüber dem mechanischen Mikrokeratom bietet.

## Behandlungsbereich und Kontraindikationen
Die Kommission Für Refraktive Chirurgie (KRC) unterscheidet zwischen Anwendungsbereich, d. h. der Bereich, in dem das Verfahren als geeignet anzusehen ist und Komplikationen selten sind, und dem Grenzbereich, in dem das Verfahren noch angewendet werden kann, Nebenwirkungen und Komplikationsrate jedoch erwartungsgemäß höher sind. Für den Grenzbereich gelten strengere Aufklärungshinweise an den Patienten.

### Anwendungsbereich
Kurzsichtigkeit bis −6,0 dpt, Weitsichtigkeit bis +3.0 und Astigmatismus bis 5 Dioptrien, wobei beide Werte zusammengezählt −6,0 nicht überschreiten dürfen.

### Grenzbereich
Kurzsichtigkeit bis −8,0 dpt, weitsichtigkeit bis +3.0 und Astigmatismus bis 6 Dioptrien, wobei beide Werte zusammengezählt −8,0 nicht überschreiten dürfen.
Diese Richtwerte können je nach Land, Klinik und verwendetem Lasersystem ein bis zwei Dioptrien höher oder niedriger ausfallen. Die Deutsche Ophthalmologische Gesellschaft (DOG) stuft beispielsweise die PRK nur für Kurzsichtigkeit bis −6,00 Dioptrien als wissenschaftlich validierte Behandlungsmethode ein.
Kontraindikationen sind Umstände, die eine Behandlung verbieten oder eine solche nur unter sorgfältiger Abwägung besonderer Risiken zulassen. Wesentliche Voraussetzung für die Durchführung einer photorefraktiven Keratektomie ist eine ausreichend dicke Hornhaut. Eine zu dünne Hornhaut gilt definitiv als Kontraindikation. Als Grenzwert gilt eine verbleibende Restdicke nach der Behandlung von mindestens 250 µm. Berechnet wird diese Restdicke aus der Hornhautdicke abzüglich der maximalen Abtragstiefe. Eine Photorefraktive Keratektomie sollte ebenfalls nicht bei chronisch progressivem Hornhauterkrankungen durchgeführt werden. Insbesondere beim Keratokonus verbietet sich die Behandlung, da die Hornhaut weiter geschwächt wird und sich das Krankheitsbild dramatisch verschlechtern würde.
Ist die Refraktion des Patienten nicht stabil, das heißt, weichen die gemessenen Refraktionswerte in relativ kurzen Zeitabständen signifikant voneinander ab, sollte keine Photorefraktive Keratektomie durchgeführt werden. Als Kontraindikationen gelten weiterhin die Augenerkrankungen Glaukom und symptomatische Katarakt. Allgemeinerkrankungen, die eine LASIK Behandlung ausschließen, sind Kollagenosen, Autoimmunkrankheiten und Wundheilungsstörungen. Schließlich sollten für eine photorefraktive Keratektomie in Frage kommende Patienten nicht schwanger und zudem volljährig sein.

## Voruntersuchungen
Die Erwartungen an das Behandlungsergebnis sind von Patient zu Patient sehr unterschiedlich und sollten im Vorfeld ausgiebig mit dem behandelnden Arzt besprochen werden. Die Voruntersuchungen dienen dazu, die korrekten Behandlungsdaten zu erfassen, um Kontraindikationen auszuschließen und die Erwartungen des Patienten mit der Ergebnisprognose abzugleichen. Der Patient sollte mindestens zwei Wochen vor den Voruntersuchungen keine Kontaktlinsen tragen.
Wesentlicher Teil der Voruntersuchungen ist die Bestimmung der exakten subjektiven Refraktion des Patienten durch einen qualifizierten Optometristen oder Augenarzt. Die Refraktionsbestimmung sollte mindestens zweimal in einem Abstand von mindestens zwei Wochen erfolgen. Die Messung einzig der objektiven Refraktionswerte, beispielsweise mittels eines Autorefraktometers, ist in jedem Fall unzureichend.
Weitere wichtige Voruntersuchungen sind:
- Bestimmung der Hornhautdicke mit einem Ultraschall-Pachymeter oder Vorderkammer-OCT
- Hornhauttopografie zur Bestimmung der Hornhautkrümmung und Erkennung von Hornhautirregularitäten
- Messung der Pupillengröße (Pupillometrie)
- Augeninnendruckmessung
- Untersuchung des Tränenfilms und Bestimmung der Tränenproduktionsmenge
- allgemeine augenärztliche Untersuchung der vorderen, mittleren und hinteren Augenabschnitte mittels Spaltlampenuntersuchung
- Anamnese

## Behandlungsablauf
Bei allen vier Methoden wird zuerst das Epithel des lokal betäubten Auges in einem ausreichend großen (8–10 mm Durchmesser), zentralen Hornhautbereich entfernt und dann die Hornhautoberfläche mit dem Laser behandelt. Die Verfahren unterscheiden sich darin, wie das Epithel entfernt wird und was damit nach der Behandlung geschieht. Bei der PRK wird das Epithel mit Hilfe eines chirurgischen Instruments abgeschabt und nicht wieder verwendet. Das Abschaben kann durch Anlösen mit einer Alkohollösung vereinfacht werden.
Das Epithel wird bei der LASEK mit Alkohol angelöst und mit einem geeigneten Instrument zur Seite geschoben, bei der Epi-LASIK hingegen wird es mit einem stumpfen Hornhauthobel ähnlich einem Mikrokeratom abgehoben und bildet eine Art Epithel-Flap. Die Laserbehandlung findet dann auf der Hornhautoberfläche statt und das Epithel wird bei LASEK/Epi-LASIK wieder auf der Behandlungszone platziert. Bei der Trans-PRK wird das Epithel mit der Excimerlaser abgetragen, danach wird der Hornhaut mit dem Laser weiter bearbeitet. Bei allen vier Verfahren wird nach der Behandlung eine therapeutische Kontaktlinse aufgesetzt, die die empfindliche Hornhautoberfläche mit dem defekten Epithel bis zur kompletten Heilung schützt. Die Epithelheilung dauert bei der PRK am längsten, da das Epithel auf dem gesamten Behandlungsbereich nachwachsen muss (dies geschieht von außen nach innen). Je nach Patient und Größe des Behandlungsbereichs dauert dies von zwei Tage bis zu einer Woche.
Der Heilungsprozess ist insbesondere bei der Epi-LASIK deutlich schneller, da der Epithel-Flap bereits den größten Teil der Behandlungszone abdeckt. Auch bei der LASEK verläuft die Heilung in der Regel schneller und schmerzfreier, allerdings stirbt ein Teil der Epithelzellen bei der Ablösung ab und muss durch neue ersetzt werden. Die durchschnittliche Heilung nach Trans-PRK im Vergleich zur LASEK ist schneller, weniger schmerzhaft und mit weniger Haze verbunden.

## Vor- und Nachteile
Vorteile der Oberflächenbehandlungen sind:
- Geringere Destabilisierung der Hornhaut im Vergleich zur LASIK
- Keine Flap-bedingten Komplikationen
- Verglichen mit Implantaten geringes Infektionsrisiko.
- Es liegen jahrelange Erfahrungen durch weltweit Millionen von Operationen vor.

Nachteile:
- Schmerzen während der ersten Tage nach der Operation (individuell sehr unterschiedlich)
- Langsame Visuserholung
- Vorübergehende Trübung der Hornhaut (Haze) möglich
- Die Struktur der Hornhaut wird destabilisiert
- Maximal mögliche Korrektur abhängig von Hornhautdicke und Pupillengröße

In mehreren Studien zu LASEK wurde eine erfolgreiche Korrektur mit ±0,5 Dioptrien in 75–87 % der Fälle nach einem Jahr erzielt. Zwischen 84 und 100 % der Augen hatten einen unkorrigierten Visus, der dem korrigierten Visus vor der OP entsprach, oder besser. Einzelne Publikationen sprechen von einer besseren Kontrastsensitivität und Nachtsicht im Vergleich zur LASIK.
In einer Langzeitstudie von PRK über zwölf Jahre hatten 94 % der Augen einen bestkorrigierten Visus, der dem vor der OP entsprach, oder besser. Nach anfänglicher Überkorrektur in den ersten vier Wochen kam es zu einer Regression innerhalb von 3–6 Monaten. Je nach Dioptrien-Gruppe wurde die angestrebte Korrektur in bis zu etwa 79 % der Fälle erreicht. Danach war die Refraktion über zwölf Jahre stabil, das heißt, es gab keine statistisch signifikante Änderung. 12 % der Patienten klagten über Nachtsichtprobleme, 3 % über trockene Augen. 50 % der Patienten waren „extremely happy“ mit dem Ergebnis, besonders die, die nahe an der Normalsichtigkeit waren. Die anderen hatten Nachtsichtprobleme, starke Regression oder einen dezentrierten Abtrag.
Sehr ausführliche Studienergebnisse präsentiert die amerikanische Food and Drug Administration (FDA) auf ihrer Webseite. Diese Studien werden im Rahmen der Zulassungsverfahren für refraktive Lasergeräte durchgeführt und gelten als sehr zuverlässig. Sie werden streng überwacht und an mehreren Kliniken parallel durchgeführt.

## Risiken
Wie bei jedem operativen Eingriff gibt es auch bei der refraktiven Chirurgie eine Reihe von Risiken. Die Art und Häufigkeit von Komplikationen hängen generell von der Behandlungsmethode ab. Allerdings spielen auch die Erfahrung des Operateurs, die Höhe der Korrektur, die verwendete Technik und individuelle Einflussfaktoren eine wesentliche Rolle. Es ist auch zu bedenken, dass refraktive chirurgische Eingriffe in der Regel eine operative Intervention an einem prinzipiell gesunden Organ darstellen.
Allgemeine Risiken bei jeder Art von refraktiver Chirurgie sind Einschränkungen des Dämmerungs- und Nachtsehens durch reduzierte Kontrastsensitivität, Glare (Glanzeffekte) und Halogone (Lichthöfe/Halos). Auftreten können außerdem kurz- bis langfristige Über- oder Unterkorrekturen, sowie eine Verringerung der Sehschärfe mit optimaler Brillenkorrektur (sog. bestkorrigierter Visus). Infektionen am Auge sind bei jeder Behandlungsart möglich.
Das Risiko von Sehbeeinträchtigungen nach einer Laserbehandlung hängt auch von individuellen Risikofaktoren (etwa der Dioptrienzahl, flache Hornhaut, Pupillengröße) ab.
Außerdem hat die Erfahrung des Operateurs einen gravierenden Einfluss auf die Komplikationsrate. Eine Studie aus dem Jahr 1998 vergleicht die intraoperative Komplikationsrate der ersten 200 LASIK-Behandlungen eines Operateurs mit der der folgenden 4.800 Behandlungen. Bei den ersten 200 LASIK-Behandlungen liegt die Rate bei 4,5 %, bei den weiteren Behandlungen nur bei 0,87 %.
Ein sehr gewisses Risiko besteht in der strukturellen Schwächung der Hornhaut nach dem Gewebeabtrag. Diese Schwächung und der ständig auf die Hornhaut einwirkende Augeninnendruck können zu einer Vorwölbung der Hornhaut führen (Keratektasie). Das Risiko dafür steigt mit abnehmender Restdicke der Hornhaut nach der Behandlung. Als Mindestwert für die Restdicke gelten 250 µm. Die KRC (Kommission für Refraktive Chirurgie) empfiehlt zusätzlich eine Reserve von 30 µm beim ersten Eingriff einzuplanen, um eventuell nötige Nachkorrekturen vornehmen zu können. Die Planung und Berechnung des Hornhaut-Abtrages obliegt in Deutschland dem hierfür zertifizierten Augenarzt. Die Restdicke berechnet sich aus der zentralen Hornhautdicke abzüglich des zentralen Gewebeabtrags. Keratektasien können auch durch genetische Prädisposition auftreten, sogar bei unverdächtig normal dicker Hornhaut.

## Nebenwirkungen aller oberflächlicher Excimer-Laser Hornhautbehandlungen
In den ersten Tagen nach PRK, LASEK oder Epi-LASIK und transPRK (notouchPRK) ist das Sehvermögen reduziert und es bestehen regelmäßig mäßige Beschwerden in unterschiedlicher Ausprägung bis hin zu starken, nur durch starke Schmerzmittel kontrollierbare Schmerzen, vergleichbar den Schmerzen, wie sie bei einer „Verblitzung“ beim Schweißen ohne Schutzbrille entstehen. In der Regel wird eine sog. Verbands-Kontaktlinse bis zum Abheilen des Deckhäutchens (Epithel) getragen. Grundsätzlich nimmt die Komplikationsrate mit dem Ausmaß der vorgenommenen Dpt-Korrektur zu. Mögliche Nebenwirkungen können eine oberflächliche Narbenbildung der Hornhaut (Haze) sein. In der Folge der Haze-Bildung kann sich eine teilweise Rückbildung des Operationserfolges innerhalb der ersten Wochen und Monate und eine Verschlechterung der Sehvermögens bei Dämmerung einstellen, sowie in der Nacht zur Wahrnehmung Lichtringen („Halos“) und Schattenbildern, insbesondere bei Patienten mit weiter Pupille. Eine vorübergehend zu einer vermehrten Trockenheit der Augen ist häufig und stellt keinen abnormen Abheilungsablauf dar. Extrem seltene Nebenwirkungen sind eine Infektion und eine starke Narbenbildung mit erheblicher bleibender Herabsetzung des Sehvermögens. Je nach Schweregrad verschwindet die Trübung nach maximal 3 Monaten. Die Verwendung von stark verdünnter Mitomycin-C hat die Haze-Bildung bei PRK deutlich reduziert. Die Wissenschaftliche Datenlage ist allerdings nicht schlüssig eindeutig. Die KRC empfiehlt den prophylaktischen Einsatz von Mitomycin bei Erstbehandlung nicht, hält ihn aber bei voroperierter Hornhaut für vertretbar (Stand 12/2018).
Prinzipiell besteht immer das Risiko einer Auswölbung der behandelten Hornhaut (Ektasie). Dabei handelt es sich um eine sehr ernste Komplikation, die unter Umständen eine Hornhauttransplantation, mindestens aber ein „Crosslinking“ erforderlich machen kann. Moderne Hornhautuntersuchungsmethoden (Hornhaut-Topographien/Hornhaut-Mikroskope) haben dieses Risiko erheblich reduzieren können, da viele Kandidaten mit verborgenen Hornhaut-Anomalien (z. B. subklinischer Keratokonus), also Hornhautveränderungen mit noch normaler bestkorrigierter Sehschärfe gar nicht mehr operiert werden und primär gleich dem sog. „Crosslinking“-Verfahren zur Verfestigung der Hornhaut-Struktur zugeführt werden.